# 八方・今田の楽屋ニュース
『八方・今田の楽屋ニュース』（はっぽう・いまだのがくやニュース）は、年末に朝日放送テレビ（ABCテレビ）で放送されるバラエティ番組。月亭八方と今田耕司が司会を務める。
当記事においては、前身番組の『八方の楽屋ニュース』および『八方・なるみの演芸もん』についても説明する。

## 概要
月亭八方が主に吉本興業所属のタレントの私的な話題を、共演者の合いの手を交えながら面白可笑しく紹介する特別番組。八方による「楽屋には愛がある、楽屋には夢がある、楽屋には希望がある、そして楽屋には…（ここでタレントに関するニュースを披露）」の「怒鳴り」で始まる。話は事実を基にしているが、八方にとってはひとつのネタ話でもある。ニュース番組のヘッドラインのように、見出しを羅列したボードを使って紹介する。

## 歴史
1986年5月から1998年9月まで『ナイトinナイト』木曜の企画として放送されていた『八方の楽屋ニュース』が始まりで、同様に月亭八方が司会を務めていた。内容は楽屋ニュースと週替わり企画の2本立てで、週替わり企画は吉本興業の芸人たちによるトークが中心であった。また、関西の芸人（主に吉本興業所属者）が逝去した際には追悼企画を行った。
1998年10月からはなるみが司会に参入し、『八方・なるみの演芸もん』と題して放送。内容自体は『楽屋ニュース』時代と同じく楽屋ニュース（八方・なるみの楽屋ニュース）と週替わり企画の2本立てであったが、このリニューアルで週替わり企画の方向性を変更。劇場では笑いを取れるものの、テレビ出演が少ないために知名度が低い芸人を紹介したり、大喜利をしたりする演芸色の強い企画へとシフトしていった。1999年9月にレギュラー放送を終了、13年半近くに及ぶ番組の歴史はここで一旦幕を降ろした。
99年の年末特番として放送された後しばらく放送は途絶えていたが、2003年末からは今田耕司とコンビを組み再び年末特番として放送されるようになった。特番は12月最終週（主に火曜日）に4時間前後の生放送として放送される。関西ローカルの番組としては、同時期に放送される『オールザッツ漫才』（毎日放送）とともに、年末深夜の特番として完全に定着している。2009年以降は、その年の流行や話題をパロディしたサブタイトルが付けられている。
2008年9月5日（金曜日）深夜には、朝日放送の深夜番組『よしもとNEXT』内で若手芸人たちによる類似企画「楽屋ニュースJr」が行われた。司会は笑い飯の哲夫。
2014年1月5日に放送された『なるみ・岡村の過ぎるTV』に八方が出演し、『八方・なるみの演芸もん』時代と同じフォーマットでの復活企画「八方・なるみ・岡村の楽屋ニュース」が行われた。この回では同番組でなるみと共演している岡村隆史も交え、当時のニュースや思い出について語った。
2021年12月28日（火曜日）放送分はABCのキー局であるテレビ朝日系動画配信サービスのABEMAでも同時配信が実施され、「ABEMA」ビデオ内で見逃し配信も実施された。また、ABEMAでは放送終了後の同月29日3:05からスピンオフ番組として『ナダル・津田のよしもと楽屋ニュース2021ABEMA延長戦!ポスト今田の呼び声が高い!? ナダルが大回しで今夜下克上SP』を生配信した。
2022年12月28日（水曜日）放送分は山口朝日放送で同時ネットを実施した。
2023年12月29日（金曜日、木曜日深夜）放送分は山口朝日放送で0:15 - 3:35、2023年12月30日（土曜日、金曜日深夜）放送分は琉球朝日放送で0:10 - 3:30の遅れネットを実施する予定。

## 出演者
- 月亭八方
- 今田耕司

### 過去の出演者
- 小川菜摘 - 『八方・菜摘の木バン!楽屋ニュース!!』時代の出演者。
- 新野新 - 『八方の楽屋ニュース』時代の出演者。
- 桂きん枝 - 『八方の楽屋ニュース』時代の出演者。
- なるみ - 『八方・なるみの演芸もん』時代の出演者。

## 放送スケジュール
| 年     | サブタイトル                                                                   | 放送日・放送時間（JST）                          | 備考 |
| ------ | ------------------------------------------------------------------------------ | ------------------------------------------------ | --- |
| 2007年 | 全部暴露しちゃいますSP                                                         | 12月28日（金曜日）23:30 - 12月29日（土曜日）4:00 | |
| 2008年 | 生で全部暴露しちゃいますSP                                                     | 12月25日（木曜日）23:50 - 12月26日（金曜日）3:30 | この年からほたるまちに社屋が移転したため、 制作クレジットのABCロゴが現在のものに変更された。                        |
| 2009年 | 100年に1度の生暴露SP                                                           | 12月28日（月曜日）23:40 - 12月29日（火曜日）3:30 | |
| 2010年 | ゲゲゲの生暴露SP                                                               | 12月27日（月曜日）23:40 - 12月28日（火曜日）4:00 | シリーズ最後のアナログ放送。                                                                                        |
| 2011年 | マルマルモリモリ生放送SP                                                       | 12月28日（水曜日）23:20 - 12月29日（木曜日）3:30 | |
| 2012年 | 今年あったことみんな暴露しちゃうぜぇ、ワイルドだろ〜?SP                        | 12月29日（土曜日） 0:00 - 4:00                   | |
| 2013年 | じぇじぇじぇ! 笑いの100倍返しで オ・モ・テ・ナ・シするなら今でしょ!SP          | 12月30日（月曜日）23:40 - 12月31日（火曜日）4:00 | アシスタント：松浦三佳                                                                                              |
| 2014年 | ありのままの暴露じゃなきゃ ダメよ〜ダメダメゲラゲラポーSP                      | 12月29日（月曜日） 0:10 - 4:00                   | アシスタント：原紀舟                                                                                                |
| 2015年 | …「火花」スペシャル!                                                           | 12月30日（水曜日）23:40 - 12月31日（木曜日）4:00 | アシスタント：阿久津真央、河瀬杏美                                                                                  |
| 2016年 | アモーレで世界にひとつだけの シン・暴露の名は。PPAP SP!                        | 12月30日（金曜日）23:40 - 12月31日（土曜日）4:00 | 河瀬杏美がバニーガール姿でアシスタント出演。                                                                        |
| 2017年 | ABC創立66周年・ 空前絶後の暴露ファースト! 「生放送で忖度なしだろーこのハゲ」SP | 12月27日（水曜日）23:32 - 12月28日（木曜日）4:00 | |
| 2018年 | 炎上してもカメラを止めるな! そだねー 平成最後の生暴露、半端ないってSP          | 12月28日（金曜日）23:20 - 12月29日（土曜日）3:00 | この年から認定放送持株会社移行に伴う商号変更並びに分社化の為、制作クレジットが「ABC TV｣となる。                     |
| 2019年 | 1年に一度じゃない、一生に一度だ。令和最初の生暴露ジャッカルSP                  | 12月27日（金曜日）23:20 - 12月28日（土曜日）3:00 | バニーガールが河瀬杏美から渕脇レイナに交代。                                                                        |
| 2020年 | 全集中で1000倍返し! 暴露の森においでやすSP                                     | 12月28日（月曜日）23:15 - 12月29日（火曜日）3:00 | |
| 2021年 | ファイナリスト大集合!ゴン攻め&ビッタビタの大スクープ!うっせぇわSP              | 12月28日（火曜日）23:15 - 12月29日（水曜日）3:00 | ABEMAで同時配信を実施。放送終了後の3:05 ₋ 3:25にスピンオフ企画の配信も実施。                                        |
| 2022年 | 新時代の大スクープにきつねダンスしてブラボー!手のひら返しSP!                   | 12月28日（水曜日）23:17 - 12月29日（木曜日）2:30 | |
| 2023年 | 新しい芸人のリーダーズが大集合!推しのスクープでアレするぞSP                    | 12月28日（木曜日）23:10 - 12月29日（金曜日）2:30 | |
| 2024年 | こっちは21回目!お前らが楽屋で1番おもしろいSP                                   | 12月27日（金曜日）23:10 - 12月28日（土曜日）2:30 | MCの八方が途中退席。 本来、八方が発表する大賞の発表をよしもと所属のお笑いトリオ・にんげんっていいなの星河が務めた。 |

## 歴代受賞者
| 回 | 年     | 大賞                                                 | 備考                          |
| -- | ------ | ---------------------------------------------------- | ----------------------------- |
| 1  | 2004年 | 井上竜夫                                             |                               |
| 2  | 2005年 | ほっしゃん。（現：星田英利）                         |                               |
| 3  | 2006年 | ケンドーコバヤシ                                     |                               |
| 4  | 2007年 | ケンドーコバヤシ                                     | 唯一の連覇達成。              |
| 5  | 2008年 | 川島邦裕（現：くっきー!）（野性爆弾）                |                               |
| 6  | 2009年 | 大悟（千鳥）                                         |                               |
| 7  | 2010年 | 西田幸治（笑い飯）                                   |                               |
| 8  | 2011年 | 大悟（千鳥）                                         |                               |
| 9  | 2012年 | すっちー                                             |                               |
| 10 | 2013年 | 駒場孝（ミルクボーイ）                               |                               |
| 11 | 2014年 | 大悟（千鳥）                                         |                               |
| 12 | 2015年 | 川畑泰史                                             |                               |
| 13 | 2016年 | 津田篤宏（ダイアン）                                 |                               |
| 14 | 2017年 | てつじ（シャンプーハット）                           |                               |
| 15 | 2018年 | ナダル（コロコロチキチキペッパーズ）                 |                               |
| 16 | 2019年 | 高橋茂雄（サバンナ）                                 |                               |
| 17 | 2020年 | 野田クリスタル（マヂカルラブリー）                   |                               |
| 18 | 2021年 | 田渕章裕（インディアンス（現：ちょんまげラーメン）） |                               |
| 19 | 2022年 | 熊元プロレス（紅しょうが）                           |                               |
| 20 | 2023年 | ナダル（コロコロチキチキペッパーズ）                 |                               |
| 21 | 2024年 | 八木真澄（サバンナ）                                 | サバンナとしては2度目の受賞。 |

## DVD
- 八方・今田のよしもと楽屋ニュース2008 生で全部暴露しちゃいますSP DVDセレクション（2009年3月19日発売、R and C） 
  - 2006年から2008年の年末に放送されたスペシャル版の映像を厳選収録。

## 関連番組
- 今ちゃんの「実は…」 - 2008年4月から2022年10月まで『ナイトinナイト』で放送されていた今田と八方出演のレギュラー番組。